# Peștera Coliboaia
Peștera Coliboaia este una dintre cele mai interesante peșteri din România. În ea au fost găsite urme ale omului preistoric și picturi ale acestuia datând din Gravetian sau Aurignacian, 35 000 de ani în urmă.

## Localizare
Peștera se află pe Valea Sighiștelului la 5 km amonte de satul cu același nume din Județul Bihor la 560 m altitudine, la 120 m amonte de Peștera Măgura.

## Cale de acces
La Peștera Coliboaia se poate ajunge urmând drumul județean de la Beiuș la Sighiștel. De aici, pe valea Sighiștelului în amonte, se urcă 5 km pe poteca din partea dreaptă a văii.

## Descriere
Intrarea în Peștera Coliboaia are o formă triunghiulară cu înalțimea de aproximativ 2 m și se află la baza unui perete stâncos. După intrare, galeria descendentă inițial, ajunge la râul subteran care străbate întreaga peșteră. Lipsit de formațiuni în cea mai mare parte, tavanul galeriei coboară de câteva ori până la nivelul apei formând sifoane greu de depășit.  Cea mai importantă zonă a peșterii este ultima treime, unde pereții sunt împodobiți cu scurgeri  parietale, iar podeaua și tavanul cu stalactite și stalagmite. Fiind vorba de o peșteră activă, cu puncte mai dificile pe traseu, parcurgerea galeriei necesită echipament speologic. Lungimea totală a Peșterii Coliboaia este de 750 m.

## Picturile rupestre
În Peștera Coliboaia au fost descoperite la începutul anului 2010 mai multe picturi ce pot fi încadrate ca aparținând unei perioade vechi a artei parietale, Gravettian sau Aurignacian, între 23 000 și 35 000 de ani vechime. Este pentru prima dată când în Europa Centrală se atestă artă parietală așa de veche. Numite și picturi negre, ele reprezintă animale, printre care un bizon, un cal, o felină, unul sau două capete de urs și doi rinoceri păroși. Tot aici se găsesc și câteva gravuri. Pe sol sunt răspândite oase de urs. În timpul șederii în peșteră, urșii au zgâriat și au lustruit pereții peșterii peste picturi, confirmand autenticitatea lor.
Zona cu picturi din Peștera Coliboaia se află sub protecție și nu este accesibilă publicului larg, și probabil va rămâne așa, având în vedere că trebuie trecut pe sub  apă pentru a ajunge la picturi.
Trei fotografii importante din această peșteră pot fi văzute aici[nefuncțională]

### Descoperire și autentificare
Descoperirea a fost făcută de speologii Tudor Rus (Club de speologie Speodava Ștei), Mihai Besesek, Valentin Alexandru Radu, Roxana Laura Țociu (Asociația de Speologie Speowest Arad) și Marius Kenesz (Speo Club Zarand Brad).
O echipă franceză, formată din speologii Marcel Meyssonnier și Valérie Plichon, un paleontolog specializat pe ursul de peșteră, Michel Philippe, preistoricul Françoise Prudhomme și doi specialiști în artă de peșteră, Jean Clottes și Bernard Gély, au ajuns la picturi la 16 mai 2010 și au atestat autenticitatea acestora. După picturile din Peștera Cuciulat este pentru a doua dată când în Europa Centrală se atestă artă parietală așa de veche.

## Biologie
În Peștera Coliboaia nu s-au făcut cercetări biospeologice dar au fost identificate două specii de lilieci și foleoni.

## Condiții de vizitare
Peștera este foarte periculoasă pe timp de viituri. Se recomandă numai speologilor experimentați. Sunt necesare costume impermeabile, surse multiple de iluminat, corzi, pitoane...

## Reportaje
- Picturi rupestre descoperite de o echipă de speologi în Peștera Coliboaia, 16 iunie 2010, Adevărul
- Picturile rupestre, găsite în peștera Coliboaia, nu sunt accesibile publicului larg, 15 iunie 2010, Adevărul
- Picturi rupestre, vechi de 35.000 de ani, descoperite în România, 15 iunie 2010, Adevărul - România liberă, 14 iunie 2010[nefuncțională]
- Picturile rupestre din Apuseni, ferite de publicul larg și de vandali, 20 iunie 2010, Evenimentul zilei